# ميليسا بينويست
ميليسا ماري بينويست (بالفرنسية: Melissa Marie Benoist)‏‏ (
نطق فرنسي: [bənwa]
) ولدت في 4 أكتوبر 1988 هي ممثلة و‌مغنية أمريكية من أصول كندية  ، أشتهرت بتجسيدها لشخصية كارا زور إل في سلسلة دراما الأبطال الخارقين سوبرغيرل الذي يعرض على قناة سي بي إس، وتجسيدها أيضا لشخصية مارلي روز في المسلسل الكوميدي غلي ظهرت شخصية مارلي روز في الجزء الرابع والخامس من مسلسل الكوميديا الموسيقية الاستعراضية غلي من إنتاج شبكة فوكس. وشاركت بينويست في عدة مسلسلات تلفزيونية منها أرض الوطن، وذا غود وايف، والقانون والنظام: الوحدة الخاصة للضحايا. وقد شاركت في عدة أفلام مثل ويبلاش - داني كولينس - أطول رحلة - يوم الوطنيين

## النشأة
ولدت ميليسا بينويست في ليتلتون, كولورادو. هي ابنة جوليا رينيه وجيمس لوغان بينويست. ميليسا لديها أختين شقيقتين هما، جيسيكا وكريستينا. لدى ميليسا خمسة أخوة من أبيها هم، تانر واستيلا وكوكو وروكيت وأخيراَ تور. تخرجت ميليسا بينويست من مدرسة أراباهو الثانوية في سينتينيال, كولورادو في عام 2007, ومن كلية ماري ماونت مانهاتن في نيويورك سيتي في عام 2011.

## الظهور الإعلامي
ميليسا بينويست والممثل في مسلسل غلي (مسلسل) دارين كريس مع الممثل جوش دوهامل في افتتاج جوائز اختيار الأطفال نكلوديون 2013. كان من المقرر أن تكون بينويست مقدمة لحفل جوائز بيبول تشويس الثاني والأربعون، الذي عرض في 6 (عدد)، يناير 2016 على قناة سي بي إس. أختيرت إيضا لتكون سفيرة منتج بي 10 300 مل كوكا ميزوم. في يونيو 2013، طارت بينويست إلى مانيلا،الفلبين لتسويق المنتج من خلال زيارة مجمعات مختلفة للقاء مع المعجبين.

## الحياة الشخصية
تزوجت ميليسا بينويست زميلها في مسلسل غلي (مسلسل) بليك جينر في مارس 2015. في سبتمبر 2014، سربت صور عارية لبينويست بعد تم اختراقها. ردت بينويست برابط لي حديث تيد على كليك بيت، وقالت في حسابها في تويتر أن «هذه قلة أدب وينبغي أن لا تدعم».

## الأعمال الفنية

### الأفلام السينمائية
| سنة                       | عنوان                   | دور         | ملاحظات              |
| ------------------------- | ----------------------- | ----------- | -------------------- |
| 2008                      | (Tennessee (film        | لوريل       |                      |
| 2014                      | Whiplash (2014) film    | نيكول       |                      |
| 2015                      | (Danny Collins (film    | جيمي        |                      |
| 2015                      | (The Longest Ride (film | مارشا       |                      |
| 2015                      | Band of Robbers         | بيكي تاتشر  |                      |
| 2016                      | (Low Riders (film       | لورلاي      |                      |
| 2016                      | يوم الوطنيين            | كاثرين راسل |                      |
| 2016                      | (Billy boy (film        | جينفير      | مرحلة ما بعد الإنتاج |
| لم يتم الإعلان عن التاريخ | (Oxford (film           |             | مرحلة ما قبل الإنتاج |

### المسلسلات التلفزيونية
| سنة           | عنوان                                  | دور                                   | ملاحظات                                                                                        |
| ------------- | -------------------------------------- | ------------------------------------- | ---------------------------------------------------------------------------------------------- |
| 2010          | القانون والنظام: القصد الجنائي         | جيسلين كير                            | الحلقة: الدقيق                                                                                 |
| 2010          | دماء زرقاء (مسلسل)                     | رينيه                                 | الحلقة: الإمتياز                                                                               |
| 2010          | القانون والنظام: الوحدة الخاصة للضحايا | آفا                                   | الحلقة: البلل                                                                                  |
| 2010          | ذا غود وايف                            | مولي                                  | الحلقة: تسع ساعات                                                                              |
| 2011          | أرض الوطن (مسلسل)                      | ستايسي مور                            | الحلقة: الأناقة - الحلقة: الجلد النظيف                                                         |
| 2012-2014     | غلي (مسلسل)                            | مارلي روز                             | الجزء الرابع: الحلقة الثانية والعشرون: التواتري - الجزء الخامس: الحلقة الثالثة عشر: ممثل رئيسي |
| 2013          | ماستر شيف (الولايات المتحدة)           | نفسها                                 | الجزء الرابع: الحلقة العاشرة                                                                   |
| 2015 - الحاضر | سوبرغيرل (مسلسل)                       | كارا زور إل - سوبرغيرل - كارا دينفيرز | دور رئيسي                                                                                      |
| 2014 - الحاضر | البرق (مسلسل)                          | كارا زور إل - سوبرغيرل - كارا دينفيرز | الحلقة: أهلا بك في الأرض 2 (لقطات إرشيفية)                                                     |

### المسرح
| سنة  | عنوان                       | دور              | ملاحظات                          |
| ---- | --------------------------- | ---------------- | -------------------------------- |
| 2000 | صوت الموسيقى                | بريجيتا الصغيرة  | مركز الفنون بلدة ليتلتون للإنتاج |
| 2006 | وداعا وداعا بيردي           | كيم مكافي        | مركز الفنون بلدة ليتلتون للإنتاج |
| 2006 | شهر في الدولة               | فيرا             | مركز الفنون بلدة ليتلتون للإنتاج |
| 2006 | خط الجوقة                   | بيبي             | مركز الفنون بلدة ليتلتون للإنتاج |
| 2007 | رودجرز وهامرشتاين (سندريلا) | سندريلا          | مركز الفنون بلدة ليتلتون للإنتاج |
| 2007 | الطليقة                     | إريل             | مركز الفنون بلدة ليتلتون للإنتاج |
| 2007 | ايفيتا                      | عشيقة شابة بيرون | مسرح دنير كونتري النهائي للإنتاج |
| 2009 | ميلي مودرن ثروالي           | ميلي ديلماونت    | إنتاج كلية ماري ماونت مانهاتن    |
| 2009 | كما تحبها (مسرحية)          | روزاليند         | إنتاج كلية ماري ماونت مانهاتن    |
| 2011 | سيرةغير مصرح بها            | كيلي             | غودسبيد الموسيقى للإنتاج         |

## الجوائز
| السنة | الجائزة                     | التصنيف                          | العمل       | النتيجة |
| ----- | --------------------------- | -------------------------------- | ----------- | ------- |
| 2013  | جوائز اختيار المراهقين 2013 | جائزة اختيار التلفزيون: نجم صاعد | غلي (مسلسل) | رُشِّح     |

## روابط خارجية
- ميليسا بينويست على موقع IMDb (الإنجليزية)
- ميليسا بينويست على موقع ميتاكريتيك (الإنجليزية)
- ميليسا بينويست على موقع روتن توميتوز (الإنجليزية)
- ميليسا بينويست على موقع قاعدة بيانات الأفلام العربية
- ميليسا بينويست على موقع ألو سيني (الفرنسية)
- ميليسا بينويست على موقع ميوزك برينز (الإنجليزية)
- ميليسا بينويست على موقع تيرنر كلاسيك موفيز (الإنجليزية)
- ميليسا بينويست على موقع أول موفي (الإنجليزية)
- ميليسا بينويست على موقع بوكس أوفيس موجو (الإنجليزية)
- ميليسا بينويست على موقع قاعدة بيانات برودواي على الإنترنت (الإنجليزية)